# Ilegales (álbum de 1982)
Ilegales es el título del álbum debut homónimo de 1983 de la banda de rock española Ilegales.

## Producción
Tras ganar un concurso local de maquetas en 1981, Ilegales recibió como premio la grabación de varios temas para ser publicados en un álbum colectivo bajo el nombre de Primera Muestra de Pop Rock en Asturias, de donde el grupo era oriundo. Viendo el potencial de la banda, los propietarios de los Estudios Norte, donde se grabaron los temas, les propusieron grabar un álbum completo con la intención de venderlo posteriormente a una discográfica. El productor Paco Martín se hizo finalmente con los derechos del disco que fue publicado por Hi-Fi Electrónica, filial de Ariola. El famoso diseño de la portada corrió a cargo de la artista Ouka Leele.

## Recepción
El lanzamiento de Ilegales en 1983 tuvo muy buena acogida, gracias en parte a la colaboración del locutor de Radio 3 Jesús Ordovás que contribuyó a difundir las canciones de la banda en su programa de radio. En él ya aparecen algunos de los temas clásicos del repertorio de Ilegales, como "¡Hola Mamoncete!", "Tiempos Nuevos, Tiempos Salvajes" o la controvertida "¡Heil Hitler!".

## Reconocimientos
Tras agotarse el disco, hubo de ser reeditado en 1984, esta vez con el sello Epic Records. La revista Rockdelux lo incluyó en el puesto 43 de su lista de 100 mejores álbumes españoles del siglo XX.
En 2023, se estrenó el documental Ilegales 82, de Juan Moya, que narra los inicios de la banda Ilegales y la creación de su primer disco.

## Personal
- Íñigo Ayestarán - Bajo
- David Alonso - Batería
- Jorge Martínez - Guitarra, Voz

## Lista de canciones
| N.º | Título                                       | Duración |  |
| 1.  | «Tiempos Nuevos, Tiempos Salvajes»           | 3:00     |  |
| 2.  | «Delincuente Habitual»                       | 2:10     |  |
| 3.  | «Yo Soy Quien Espía Los Juegos De Los Niños» | 5:01     |  |
| 4.  | «Hombre Solitario»                           | 2:06     |  |
| 5.  | «Problema Sexual»                            | 2:18     |  |
| 6.  | «Me Sueltan Mañana»                          | 2:02     |  |
| 7.  | «¡Heil Hitler!»                              | 2:24     |  |
| 8.  | «¡Hola Mamoncete!»                           | 2:40     |  |
| 9.  | «No Me Acaricies El Pelo»                    | 2:27     |  |
| 10. | «La Casa Del Misterio»                       | 4:24     |  |
| 11. | «Caramelos Podridos»                         | 2:44     |  |
| 12. | «Tiempos Nuevos, Tiempos Salvajes (Reprise)» | 0:36     |  |